# Konzil von Seleukia (410)
Die Synode von Ktesiphon fand 410 unter der Leitung der Bischöfe Isaak von Ktesiphon und Maruthas von Martyropolis statt. Es war die erste Synode im Sassanidenreich. Der persische Großkönig Jezigird persönlich hatte sie zusammengerufen, vermutlich unter dem Einfluss von Maruthas, mit dem er seit seiner Krönung 399 in Kontakt stand.
Die Synode diente zur Zentralisierung der persischen Kirche unter der Leitung des Metropoliten von Ktesiphon. Auch Abgesandte aus dem Oströmischen Reich, wie der oben genannte Maruthas, nahmen teil.
Die auf der Synode getroffenen Beschlüssen waren unter anderem: Kanon 13: Den Gottesdienst nach westlichen Ritus zu feiern, wie ihn die Bischöfe Isaak und Maruthas lehrten und wie er in der Kirche von Seleukia zelebriert worden war. Dieser Ritus ist heute, etwas irreführend, als der chaldäische bekannt.